# 孤立語
孤立語（こりつご、isolating language）とは、形態的類型論における古典的な類型の1つで、接辞などの形態論的手段を全く用いず、1語が1形態素に対応する言語である:43:46。

## 特徴
例(1)を見ると、時制や格・数などによって語の形が変わっていないことが分かる。例えば「私は」も「私の」も、単語の形は両方とも tôi であり、意味の違いは語順によって表されている。このように、孤立語に分類される言語は接辞の付加やその他の手段による語形変化の体系を持たず、総合的言語において一般に語形変化で示されるさまざまな文法範疇が、文脈・語順・接置詞などによって表現される。
孤立語という分類は、アウグスト・シュライヒャーが提案した言語の3類型（孤立語・膠着語・屈折語）にもとづいているが、この分類はその後エドワード・サピアが提案した、総合の指標・融合の指標という2つの指標によって捉えなおされている。このうち総合の指標とは1語を構成する形態素の数にもとづく指標で、この点からは孤立語とは総合の指標が極端に低い言語として定義できる。
孤立語に分類されるのは、シナ・チベット語族の中国語（特に漢文）、チベット語、ビルマ語などや、マレー語をのぞく東南アジア大陸部の言語（ベトナム語、ラオス語、タイ語、クメール語など）、およびサモア語などである。

## 分析的言語
分析的言語とは総合の指標が比較的低い言語のことであり、分析的言語の極端なタイプが孤立語であるといえる。分析的言語では、さまざまな文法範疇を語形変化ではなく文脈・語順や接置詞などの機能語によって表現し、結果的に1つの語は少数の形態素から構成されることになる。
また、英語は屈折語に分類されることが多いが、法は法助動詞によって表され主語・目的語（直接、間接）の違いは語順や前置詞によって示されるなど、分析的性格が強いものとみることができる。

## 例
以下に普通話（中国語）による例を示す。

### 品詞
- 你在做什么？(你在做什麼？)(副詞；何しているの？）
- 你爸爸在家吗？(你爸爸在家嗎？)（動詞；お父さんは家にいますか。）
- 你在哪里打工？(你在哪裏打工？)（前置詞；どこで働いているの？）

「在」の発音はいずれも "zài"。

### 時制
- 昨天我去了图书馆。(昨天我去了圖書館。)（昨日、私は図書館へ行った。）
- 今天我去图书馆。(今天我去圖書館。)（今日、私は図書館へ行く。）
- 明天我要去图书馆。(明天我要去圖書館。)（明日、私は図書館に行くつもりだ。）

「去」の発音はいずれも"qǜ"。

### 格
- 她喜欢意大利面。(她喜歡義大利麵。)（主格；彼女はスパゲッティが好きだ。）
- 他对她很温柔。(他對她很溫柔。)（目的格；彼は彼女に対してとても優しい。）

「她」の発音はいずれも"tā"。